# Artur Kaśkow
Artur Hennadijowycz Kaśkow, ukr. Артур Геннадійович Каськов (ur. 18 listopada 1991 w miasteczku Nowomykołajiwka, w obwodzie zaporoskim) – ukraiński piłkarz grający na pozycji napastnika.

## Kariera piłkarska

### Kariera klubowa
Wychowanek SDJuSzOR Metałurh Zaporoże, barwy którego bronił w juniorskich mistrzostwach Ukrainy (DJuFL). Karierę piłkarską rozpoczął 20 lipca 2008 w składzie Metałurh-2 Zaporoże, a 15 marca 2009 rozegrał pierwszy mecz w podstawowej jedenastce Metałurha. W maju 2009 strzelił swego pierwszego gola w Premier-lidze. 17 lipca 2011 został wypożyczony do Czornomorca Odessa. W grudniu 2011 opuścił odeski klub. Podczas przerwy zimowej sezonu 2012/13 przeszedł do Olimpiku Donieck. W lipcu 2013 podpisał kontrakt z Bukowyną Czerniowce, ale już 5 września 2013 przeniósł się do FK Połtawa, w którym grał do końca roku. Następnie dopiero 28 sierpnia 2014 znalazł kolejny klub PFK Sumy. W sierpniu 2015 podpisał kontrakt z Weresem Równe. W kwietniu 2016 przeniósł się do amatorskiego zespołu Tawrija-Skif Rozdoł.

### Kariera reprezentacyjna
Występował w juniorskiej U-17 oraz U-19 reprezentacjach Ukrainy.